# Rhabdogaster zopheros
Rhabdogaster zopheros är en tvåvingeart som beskrevs av Jason Gilbert Hayden Londt 2006. Rhabdogaster zopheros ingår i släktet Rhabdogaster och familjen rovflugor.
Artens utbredningsområde är Angola. Inga underarter finns listade i Catalogue of Life.